# Paronychia arabica
Paronychia arabica är en nejlikväxtart. Paronychia arabica ingår i släktet prasselörter, och familjen nejlikväxter.

## Underarter
Arten delas in i följande underarter:
- P. a. arabica
- P. a. aurasiaca
- P. a. breviseta
- P. a. cossoniana
- P. a. longiseta
- P. a. tibestica
- P. a. brachyseta
- P. a. longifolia